# Highland (council area)
Pour les articles homonymes, voir Highland.
Le Highland (Highland Council Area) est la plus grande des 32 divisions administratives d'Écosse (Sgìre Comhairle na Gàidhealtachd en gaélique écossais), ainsi que de tout le Royaume-Uni. Sa capitale administrative est Inverness.

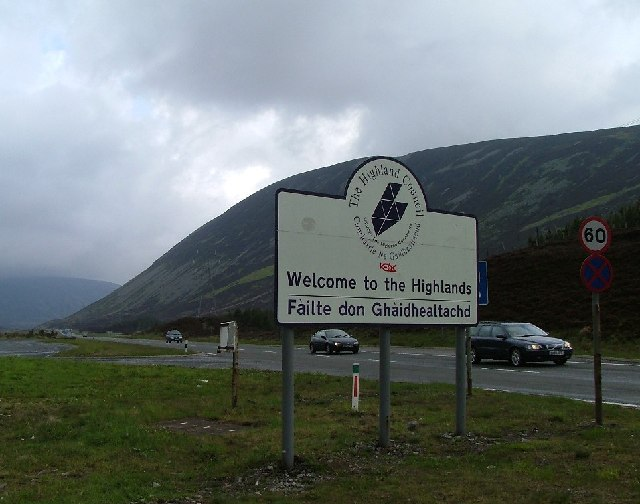
Frontière du council area avec celui de Perth and Kinross : panneau de bienvenue (2005)

Elle tient son nom de la région montagneuse des Highlands, à faible densité démographique, qui en couvre une bonne partie.
Avant d'être un council area, le secteur était, du 15 mai 1975 au 31 mars 1996, une région d'Écosse, exactement identique géographiquement et dont le siège était déjà Inverness. Il était alors divisé en 8 districts :
| Districts               | Siège        | Population (estimation en 1994) |
| ----------------------- | ------------ | ------------------------------- |
| Badenoch and Strathspey | Kingussie    | 10 399                          |
| Caithness               | Wick         | 26 710                          |
| Inverness               | Inverness    | 62 245                          |
| Lochaber                | Fort William | 19 195                          |
| Nairn                   | Nairn        | 10 600                          |
| Ross and Cromarty       | Dingwall     | 49 184                          |
| Skye and Lochalsh       | Portree      | 11 870                          |
| Sutherland              | Golspie      | 13 190                          |